# Galeria Moje Archiwum
Galeria Moje Archiwum (lub Moje Archiwum) – autorska galeria sztuki współczesnej założona przez Andrzeja Ciesielskiego, która działała w Koszalinie od 1990 do 2002 roku. W latach 1986–1990 jako Galeria Na Plebanii organizowała wystawy korzystając z gościnności różnych instytucji. W latach 1990–2002 miała swoją stałą siedzibę przy ulicy Grunwaldzkiej 20. W ramach jej działalności zorganizowano wystawy indywidualne, wystawy zbiorowe, ekspozycje zbiorów własnych w formie plansz dokumentacyjnych, spotkania, pokazy, wystąpienia artystyczne, warsztaty, performance, pokazy wideo, a w dziedzinie edukacji – warsztaty dla młodzieży prowadzone przez twórców z terenu całego kraju.
Moje Archiwum wydało również teksty autorskie. W 1990 roku ukazał się zbiór tekstów Józefa Robakowskiego „Dekada 1980–1990 – sztuka podejmowania decyzji”. Przy współudziale J. Robakowskiego zostało wydanych sześć zeszytów artystycznych „UWAGA”, w których swoje teksty zamieścili m.in. Lucyna Skompska, Zbigniew Warpechowski, Paweł Kwiek, Jerzy Busza. W 1995 roku zostały opracowane i wydane „Teksty interwencyjne” J. Robakowskiego.

## Zbiory Mojego Archiwum
Moje Archiwum gromadzi dokumentację działalności artystycznej dotyczącej sztuki współczesnej po 1945 roku (druki, afisze, książki, katalogi, czasopisma, druki autorskie, dzieła sztuki, książki artystyczne, fotografie, wideo, teksty itp.) ze szczególnym uwzględnieniem twórczości wybranych artystów.
Mimo zamknięcia Galerii w 2002 roku, Andrzej Ciesielski kontynuuje działalność archiwizacyjną. Od 2010 roku zbiorami Mojego Archiwum opiekuje się Fundacja Moje Archiwum.

### Artyści
Janusz Bałdyga, Jerzy Bereś, Gerhard Jürgen Blum-Kwiatkowski, Cezary Bodzianowski, Włodzimierz Borowski, Witosław Czerwonka, Danuta Dąbrowska, Andrzej Dłużniewski, Leszek Golec, Jerzy Grzegorski, Izabella Gustowska, Marek Janaszewski, Marek Janiak, Elżbieta Kalinowska, Władysław Kaźmierczak, Adam Klimczak, Leszek Knaflewski, Paweł Kula, Paweł Kwaśniewski, Zdzisław Kwiatkowski, Paweł Kwiek, Andrzej Lachowicz, Natalia LL, Jerzy Ludwiński, Antoni Mikołajczyk, Zdzisław Pacholski, Andrzej Partum, Maria Pinińska-Bereś, Anna Płotnicka, Dorota Podlaska, Józef Robakowski, Zygmunt Rytka, Aleksandra Ska, Andrzej Słowik, Mikołaj Smoczyński, Maria Stafyniak, Jan Świdziński, Zbigniew Taszycki, Brunon Tode, Ryszard Tokarczyk, Jerzy Truszkowski, Anna Tyczyńska, Zbigniew Warpechowski, Waldemar Wojciechowski, Krzysztof Zarębski, Wojciech Zamiara, Ewa Zarzycka

### Pokazy zbiorów
- 1988 – Galeria Na Plebanii w Galerii Na Ostrowie; Galeria Na Ostrowie, Wrocław
- 1988 – Moje Archiwum. „Zapraszamy do pracy” – Spichrz; MOK w Karlinie, Karlino
- 1989 – Moje Archiwum; BWA w Koszalinie, Koszalin
- 1991 – Papier; Galeria Labirynt 2, Lublin
- 1991 – Ogólnopolski Maraton Twórczy; Stargardzkie Centrum Kultury, Stargard Szczeciński
- 1991 – Moje Archiwum; BWA w Szczecinie Galeria Północna, Zamek Książąt Pomorskich, Szczecin
- 1992 – II Spotkania sztuki aktywnej Konin ’92; BWA Wieża Ciśnień, Konin
- 1992 – XII konfrontacje plastyczne Słonne ’92; Galeria Sztuki Współczesnej w Przemyślu, Przemyśl
- 1993 – Moje Archiwum; Galeria Arsenał, Białystok
- 1993 – XXX-lecie Osiek. Spotkania Artystów Naukowców i teoretyków Sztuki w Osiekach 1963-1981. Uczestnicy Osiek w Zbiorach Mojego Archiwum; DSiA, Koszalin
- 1993 – Krasiczyn ’93, Państwowa Galeria Sztuki Współczesnej w Przemyślu, Zamek w Krasiczynie, Przemyśl, Krasiczyn
- 1993 – GEST – KSIĄŻKA – PISMO – ZAPIS – TEKST; Galeria Moje Archiwum, Koszalin
- 1995 – Artyści performance; Galeria Moje Archiwum, Koszalin
- 1996 – Moje Archiwum; Bałtycka Galeria Sztuki Współczesnej, Ustka
- 1996 – Galeria Na plebanii 1986-1990; Galeria Moje Archiwum, Koszalin
- 1996 – Moje Archiwum; – Stowarzyszenie Artystyczne Wieża Ciśnień, Bydgoszcz
- 1997 – I Europejskie Spotkania Artystów Borne Sulinowo. Wystawa poplenerowa; Galeria Moje Archiwum, Koszalin
- 1998 – Moje Archiwum; III Europejskie Spotkania Artystów Borne Sulinowo; MOK w Bornem Sulinowie, Borne Sulinowo
- 1999 – Miejsca Sygnowane, CSW Zamek Ujazdowski, Warszawa
- 2003 – Obok Sztuki; III Multimedialne Spotkania Artystyczne; Lubieszewo
- 2008 – Józef Robakowski w zbiorach Galerii Moje Archiwum; Muzeum Sztuki Współczesnej, oddział Muzeum Narodowego w Szczecinie, Szczecin
- 2009 – Moje Archiwum; w ramach indywidualnej wystawy Andrzeja Ciesielskiego, Muzeum Sztuki Współczesnej, oddział Muzeum Narodowego w Szczecinie, Szczecin
- 2009 – Moje Archiwum; w ramach I Festiwalu Sztuka i Dokumentacja, Muzeum Sztuki, Łódź
- 2009 – Zdzisław Pacholski: Heroizm Widzenia; prezentacja w ramach wystawy Zdzisława Pacholskiego w Małej Galerii GTF w Gorzowie Wielkopolskim
- 2009 – Zdzisław Pacholski: Heroizm Widzenia; prezentacja w ramach wystawy Zdzisława Pacholskiego w Galerii Scena, Koszalin
- 2009 – Kolekcja²; Galeria Scena, Koszalin
- 2010 – Galeria Scena: 2005-2010 Historia, kolekcja, artyści; Galeria Scena, Koszalin
- 2010/2011 – Ewa Zarzycka: „od NIE do TAK”; prezentacja w ramach wystawy Ewy Zarzyckiej, Galeria Labirynt, Lublin
- 2011 – Wypełniając puste pola; prezentacja w ramach wystawy poświęconej pamięci Jerzego Ludwińskiego, CSW Znaki Czasu, Toruń
- 2011 – Zygmunt Rytka – wystawa prac i dokumentacji; Galeria Pałacu Wedlów, Kalisz Pomorski
- 2011 – Wizjonerzy z Koszalina; KoszArt Festiwal 2011, Galeria Scena, Koszalin
- 2012 – Zbigniew Warpechowski, Andrzej Partum w zbiorach Mojego Archiwum; Konteksty 2012 – Festiwal Sztuki Efemerycznej, Sokołowsko
- 2012 – Jerzy Grzegorski w zbiorach Mojego Archiwum; Galeria Pałacu Wedlów, Kalisz Pomorski
- 2013 – Przy okazji wystawy: Niepoprawna sztuka peryferii. Nowocześni z Koszalina, Bałtycka Galeria Sztuki Współczesnej, Słupsk
- 2013 – Zbigniew Taszycki w zbiorach Mojego Archiwum; Galeria Pałacu Wedlów, Kalisz Pomorski
- 2014 – Ryszard Tokarczyk w zbiorach Mojego Archiwum; Galeria Pałacu Wedlów, Kalisz Pomorski
- 2015 – Danuta Dąbrowska w zbiorach Mojego Archiwum; Galeria Pałacu Wedlów, Kalisz Pomorski
- 2017 – Andrzej Ciesielski: Moje Archiwum; Miejsce Sztuki 44, Świnoujście

## Wystawy 1993-2001
- Władysław Kaźmierczak: „Kaniec filma”, 1993
- Witosław M. Czerwonka: „87°15' – mój ulubiony kąt”, 1994
- Danuta Dąbrowska-Wojciechowska: „Czas urojony cd.”, 1994
- Wieńczysław Sporecki: „W sprawie sztuki”, 1994
- Janusz Bałdyga: „Strony”, 1994
- Ewa Zarzycka: „Prezentacja jako przerwa w istocie procesu twórczego”, „Rekwizyty przeszkadzają i pomagają”, 1994
- Józef Robakowski: „Kąty energetyczne”, „Wiraże energetyczne”, 1994
- Zdzisław Pacholski: „Heroizm widzenia”, 1994
- Kees Mol: performance, 1994
- Adam Klimczak: „Papa mobile”, 1994
- Wojciech Kowalczyk: „ALO-ART – rzeźba teoretyczna – antyrzeźba teoretyczna”, 1995
- Andrzej Dłużniewski: „O słowach i rzeczach”, 1995
- Włodzimierz Borowski: „W trzecim miesiącu po Dniu Kruka”, 1995
- Janusz Bałdyga: „Pejzaż symetryczny”, 1995
- Krzysztof Kubiak, Violetta Meronk, Wieńczysław Sporecki, Lidia S. Stein, Danuta Tworke-Kubiak, Agnieszka Wardak: „Konfrontacje 6/60”, 1995
- Józef Robakowski: „Jestem elektryczny”, „Akustyczne jabłko”, 1995
- Ludmiła Popiel (1929-1988) ze zbiorów Mojego Archiwum, 1995
- Brunon Tode: „2x”, 1995
- Łukasz Guzek: „Kto to jest dzieło sztuki?”, 1996
- Władysław Kaźmierczak: performance, 1996
- Jupp Ernst: „Linia – Line – Linie”, 1996
- Ryszard Lech: „49 lat pracy”, 1996
- Ryszard Tokarczyk: „Symptomy miejsca”, 1996
- Józef Robakowski, Ewa Zarzycka, Witosław Czerwonka, Janusz Bałdyga, Władysław Kaźmierczak: „Sytuacje do kamery”, 1996
- Cezary Bodzianowski: „Niewielkie kąpiących się”, 1996
- Waldemar Wojciechowski: „Instalacja bez tytułu w odpowiedzi na film Stefana Themersona i z podziękowaniami dla Józefa Robakowskiego”, 1996
- Andrea Gregson: „Beyond Words... Nie do opisania...”, 1997
- Witosław Czerwonka: „Potęga malarstwa”, 1997
- Jan Świdziński: „Polskie drogi”, 1997
- „Miejsce” – wystawa zbiorowa, 1997
- Cezary Bodzianowski: „Małe myśli innych”, 1997
- Wiesław Łuczaj: „Konteksty”, 1997
- Jerzy Grzegorski: „Małe terytoria”, 1997
- Stanisław Wolski: „Znaki szczególne”, 1997
- Alina Adamczak: instalacja, 1998
- „Miejsce II” – wystawa zbiorowa, 1998
- Kazimierz Jałowczyk: „Malarstwo”, 1999
- „Mail Art – wystawa znaków rysunkowych ze zbiorów Andrzeja Wielgosza”, 1999
- Zbigniew Taszycki: „Instalacja malarska”, 1999
- Anna Tyczyńska: instalacja, 1999
- Ewa Zarzycka: „Wyrwane z procesu”, „Rozmowa”, 1999
- Wojciech Zamiara: pokaz video, 1999
- Piotr C. Kowalski: „Trzy obrazy. Współautorzy: Samochody, ptaki, ludzie”, 2000
- Eugen Proba: „Ucztasie”, 2000
- Zdzisław Pacholski: „Portret w tle”, 2000
- Dorota Podlaska: „Wszystkiego najlepszego Dorotko”, 2000
- Ryszard Tokarczyk: „Wieloprzestrzeń”, 2001
- Edyta Wolska: „Krzesło wirtualne”, 2001